# لافلش، ساسکاچوان
لافلش، ساسکاچوان (به انگلیسی: Lafleche, Saskatchewan) یک منطقهٔ مسکونی در کانادا است که در ساسکاچوان واقع شده‌است. لافلش ۱٫۵۱ کیلومتر مربع مساحت و ۴۰۶ نفر جمعیت دارد.